# پروبوا سوبیانتو
پروبوا سوبیانتو (انگلیسی: Prabowo Subianto؛ زادهٔ ۱۷ اکتبر ۱۹۵۱) نظامی و سیاست‌مدار اهل اندونزی است، که هم‌اکنون به‌عنوان رئیس‌جمهور اندونزی فعالیت می‌کند.